# Анафотия
Анафотѝя (на гръцки: Aναφωτία, Анафотя̀) е село в Кипър, окръг Ларнака. Според статистическата служба на Република Кипър през 2001 г. селото има 679 жители.
Намира се на запад от Ларнака.